# Szabduch
Szabduch (ros. Шабдух) – wieś w Rosji, w Dagestanie, w rejonie gumbietowskim. W 2010 liczyła 143 mieszkańców, głównie Awarów.